# Voitinel
Voitinel is een Roemeense gemeente in het district Suceava.
Voitinel telt 3968 inwoners.